# Hoštice-Heroltice
Hoštice-Heroltice là một làng thuộc huyện Vyškov, vùng Jihomoravský, Cộng hòa Séc.